# Le Chemin de la Machine, Louveciennes
Le Chemin de la Machine, Louveciennes (appelé autrefois Louveciennes, le chemin de Sèvres et La route vue du chemin de Sèvres) est un tableau d'Alfred Sisley de 1873. Présenté à l'exposition universelle de 1900, et peut-être lors de la deuxième exposition des impressionnistes, il se trouve actuellement au 2e étage du musée d'Orsay dans la section 32 (Monet-Renoir-Pissarro-Sisley), quand il n'est pas exposé ailleurs dans le monde. Peint à Louveciennes, il est reproduit sur le lieu de sa création sur un parcours du Pays des Impressionnistes.

## Contexte
Le séjour d'Alfred Sisley à Louveciennes coïncide avec la formation de l'impressionnisme qui aboutit aux premières expositions collectives de 1874, 1876 et 1877 auxquelles le peintre participe. Sisley figure principalement les paysages que lui inspirent Louveciennes et ses environs, qu'il peint directement sur le motif, sans terminer dans son atelier. Peut-être inspiré par la méthode du peintre romantique britannique John Constable, il choisit ses paysages non pas au hasard, mais définit une série de points de vues en fonction de ses connaissances, réalisant une cartographie picturale d'un lieu géographique. Il poursuivra l'usage de cette méthode par la suite dans les différentes régions où il s'est installé.

## Description
C’est une huile sur toile qui mesure 54 × 73 cm, une grande taille. Le tableau représente le chemin de la Machine, descendant la colline vers la Seine depuis Voisins-Louveciennes jusqu'au hameau de Marly-la-Machine et Bougival, où se trouvait la machine de Marly pompant l'eau du fleuve jusqu'à l'aqueduc de Louveciennes. Des toitures de maisons de Croissy-sur-Seine et peut-être Chatou sont représentées au delà de la Seine. L'enceinte du château de Madame du Barry, construit sous Louis XIV et offert à Madame du Barry en 1769 par Louis XV, est figuré à droite, tandis qu'une palissade abritant des logements du personnel de la compagnie des eaux construits sur la canalisation se trouve à gauche, jouxtant une rangée d'arbres plantés au cordeau, sans feuille. Sisley a choisi de réaliser sa toile en hiver. La clarté du ciel qui accentue l'impression de froid contraste avec les tons bruns du sol que renforce la lumière rasante. 
La route qui chemine perpendiculairement à la surface du tableau donne l'illusion d'une représentation en trois dimensions. L'impression de profondeur est renforcée par la rangée d'arbres, rythmant de lignes verticales et horizontales les troncs et leurs ombres. La montée crée un point de fuite décentré, vers une vue plongeante sur l'arrière-plan ensoleillé. À la manière de Johan Barthold Jongkind, Sisley humanise le paysage, introduisant de petites silhouettes.

## Analyse
Il a été suggéré que le sujet de la toile est la route avec sa plongée perspective et ses bandes d'ombre et de lumière. Sisley, mais aussi d'autres peintres impressionnistes comme Claude Monet et Camille Pissarro ont placé leurs chevalets au milieu de routes qu'ils utilisaient pour organiser leurs paysages, reproduisant consciemment le procédé de Meindert Hobbema dans L'Allée de Middelharnis (1689, Londres, National Gallery), ou de  Jean-Baptiste Camille Corot, dans Le Chemin de Sèvres. Vue de Paris, env. 1855-1865.
Ce n'est que tardivement que le Chemin de la Machine a été identifié comme représenté sur la toile de Sisley. Elle a longtemps été présentée sous le titre Route vue du chemin de Sèvres au musée du Louvre.
MaryAnne Stevens (en) suggère que le tableau peut faire parti d'un thème centré sur l'ensemble du système lié à la Machine de Marly choisi par Sisley. Il a en effet représenté La Machine de Marly, L'Aqueduc de Marly sur deux toiles et une vue en hiver du pont qui enjambe une portion visible de la canalisation remontant l'eau depuis la Machine vers l'aqueduc (Neige à Louveciennes, D. 104), jalonnant ainsi ce thème. Il devait aussi connaître l'histoire du château de Madame du Barry, habité initialement par Arnold de Ville, maître d'œuvre du projet de la machine de Marly. Les fenêtres de l'édifice sont particulièrement petites, pour minimiser les nuisances sonores de la Machine qui faisait un « bruit lamentable » dont se plaignit Élisabeth Vigée Le Brun quand elle résida dans un corps de logis du château en 1786 pour y peindre Madame du Barry,. Si Sisley choisit ce sujet lié à l'Ancien Régime, il le traite comme un paysage « réaliste », un genre dont l'accent révolutionnaire n'était pas apprécié des adeptes de l'art officiel du jury du Salon ou de celui de l'Exposition universelle de 1867. De plus, il utilise le style de la nouvelle école impressionniste. MaryAnne Stevens (en) se demande si Sisley, dans son choix du sujet et sa manière de le représenter, n'était pas là un peu subversif.
Sisley revint l'année suivante pour peindre Neige sur la route de Louveciennes (1874, collection particulière), le même point de vue sous la neige, d'avantage centré sur le château.

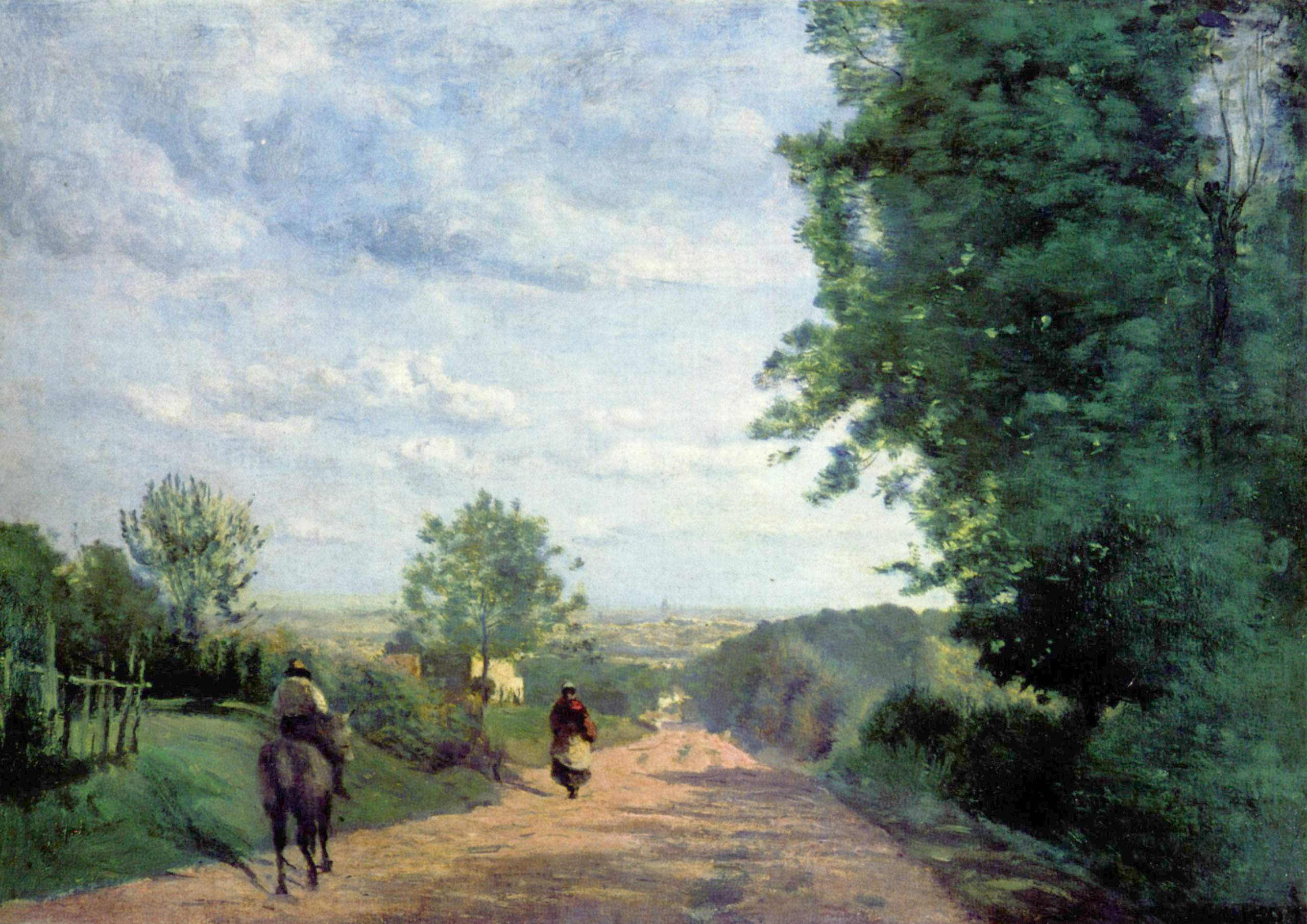
Le Chemin de Sèvres. Vue de Paris par Jean-Baptiste Camille Corot, env . 1855-1865 , musée du Louvre, volé en 1998.
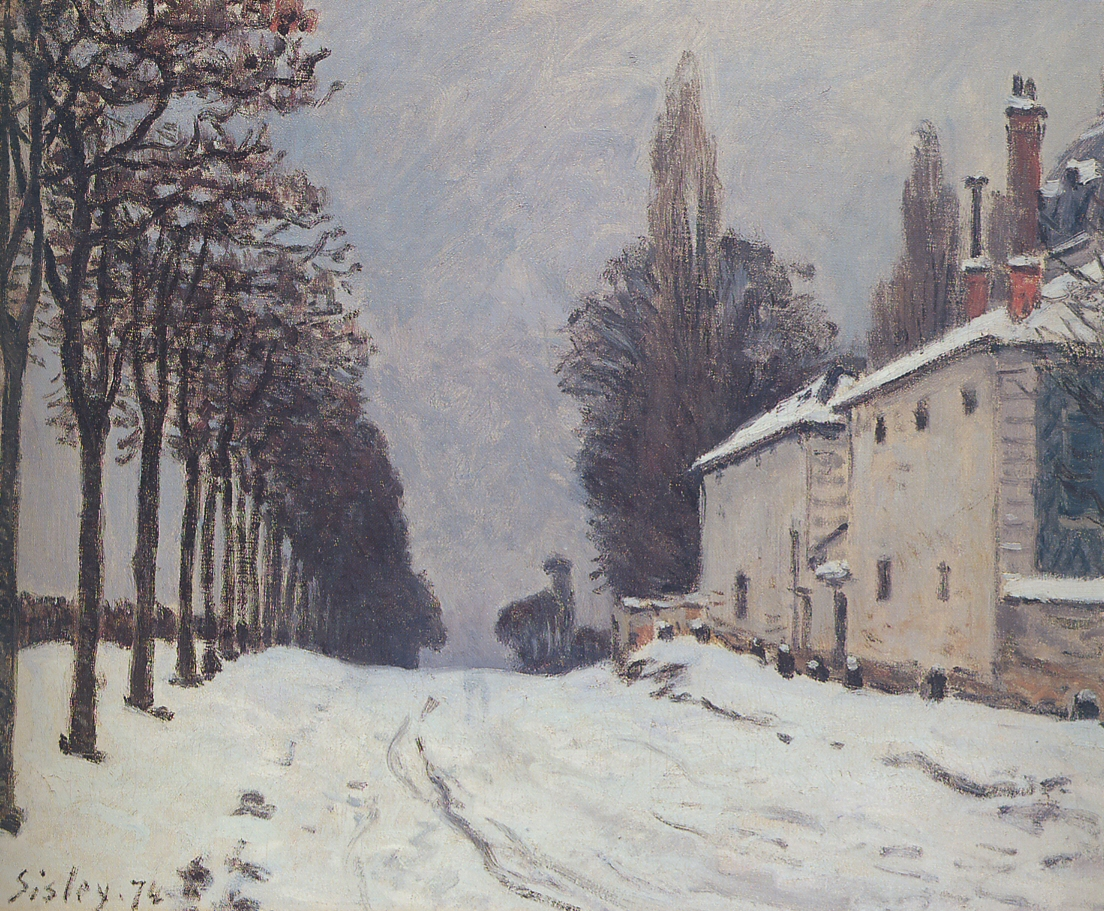
Neige sur la route de Louveciennes par Alfred Sisley, 1874.

## Reproduction sur un parcours du Pays des Impressionnistes

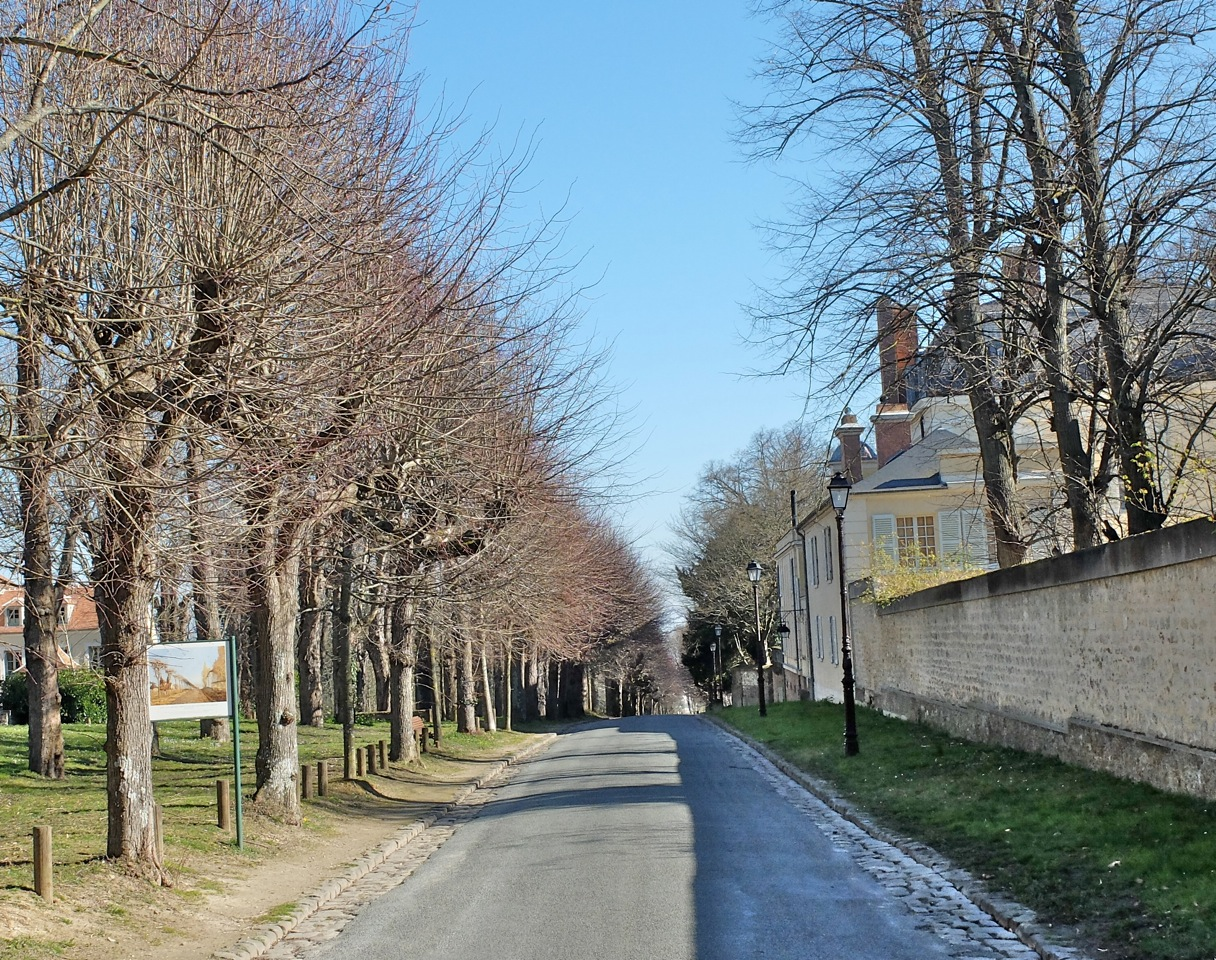
Plaque de la reproduction du tableau sur le lieu de sa création.

Une reproduction du tableau grandeur réelle est exposée depuis les années 1990 à l'endroit de sa création, le long d'un parcours du Pays des Impressionnistes. Sur la plaque, on peut lire : « Construite par le Roi-Soleil, la « machine » de Marly pompait l'eau de la Seine pour l'acheminer par aqueduc jusqu'aux pays de Marly et de Versailles. Ce n'est pas elle que Sisley a représentée sur cette toile, mais l'allée qui y conduit de Louveciennes, incitant le spectateur « à  suivre le chemin que le peintre lui indique et voir tout d'abord ce qui a empoigné l'exécutant. » (A. Sisley) »
Le paysage n'a que peu changé depuis la réalisation du tableau. Le bâtiment du château, son mur d'enceinte, les arbres du parc, et ceux alignées le long du chemin sont toujours présents.

## Provenance
On ignore le début de l'historique de conservation de la toile de Sisley, toutefois, il pourrait correspondre à l'une des quatre toiles du peintre prêtées par Pierre-Firmin Martin pour la deuxième exposition des impressionnistes, puisque l'une d'entre-elles (n° 239) est intitulée Une Route aux environs de Marly, correspondant au titre du tableau de Sisley dans le catalogue de la vente Dachery de 1899.
- A. Dachery (d) , Paris ;
- vente Dachery, Hôtel Drouot, Paris, 30 mai 1899 (n° 47, sous le titre Route aux environs de Marly ; Effet d'automne[11]), 9 300 francs[12].
- Joanny Peytel (d) , Paris ; donation Joanny Peytel au musée du Louvre sous réserve d'usufruit, 1914.
- entré au musée du Louvre, 1918 ;
- galerie du Jeu de paume, Paris,  1947 ;
- musée d'Orsay, Paris, 1986.

## Expositions
- Peut-être exposé lors de la deuxième exposition des impressionnistes[9].
- Exposition Universelle - Exposition centennale rétrospective de l'Art français de 1800 à 1889, Galeries nationales du Grand Palais, Paris, 1900, n°616[1]
- Exposition d'art français du XIXe siècle, Statens Museum for Kunst, Copenhague, 1914, n°126[1]
- Chefs-d'oeuvre de la peinture, musée du Louvre, Paris, 1945, n°117[1]
- Die Ile-de-France und ihre maler, Schloss Charlottenburg, Berlin, 1963[1]
- Französische Malerei des 19 Jahrhunderts, Haus der Kunst, Munich, 1964-1965, n°236[1]
- Un século de pintura francesa 1850-1950 [Un siècle de peinture française 1850-1950], Fondation Calouste-Gulbenkian, Lisbonne, 1965, n°132[1]
- Od Courbeta k Cezannovi, galerie nationale de Prague, Palais Kinskych, Prague, 1982, n°80[1]
- Von Courbet bis Cézanne – Französische Malerei 1848–1886 (de) - Nationalgalerie, Staatliche Museen zu Berlin, 1982-1983, n°80[1]
- De Renoir à Vuillard. Marly-le-Roi, Louveciennes, leurs environs - Musée Promenade de Marly-le-Roi-Louveciennes, Marly-le-Roi, 1984[1]
- A Day in the Country: Impressionism and the French Landscape, The Art Institute of Chicago, 1984-1985[1]
- L'Impressionnisme et le paysage français, Galeries nationales du Grand Palais, Paris, 1985[1]
- Franzosische Malerei aus dem Musée d'Orsay, Städel Museum, Francfort-sur-le-Main, 1989-1990[1]
- Sisley, Royal Academy of Arts, Londres, 1992, n°19[1]
- Sisley, musée d'Orsay, Paris, 1992-1993, n°19[1]
- Sisley, Walters Art Museum, Baltimore, 1993, n°19[1]
- La modernité - Collections du musée d'Orsay, Musée d'Art métropolitain de Tokyo, 1996[1]
- La modernité - Collections du musée d'Orsay, Musée municipal de Kobe, 1996[1]
- De Manet à Gauguin. Impressionnisme et post-impressionnisme dans les collections du musée d'Orsay, Musée national de Varsovie, 2001[1]
- De Manet à Gauguin. Impressionnisme et post-impressionnisme dans les collections du musée d'Orsay, Musée national de Poznań, 2001[1]
- Od Maneta do Gauguina. Impresjonisci i postimpresjonisci z Musée d`Orsay, Musée national de Cracovie, 2001[1]
- Alfred Sisley poeta del impresionismo, Palazzo dei Diamanti, 2002[1]
- Alfred Sisley, poeta del impresionismo, Museo Thyssen-Bornemisza, 2002[1]
- Alfred Sisley, poète de l'impressionnisme, musée des Beaux-Arts de Lyon, 2002-2003[1]
- Impressionism. Treasures from the National Collection of France, musée national de Chine, Pékin, 2004, n°25[1]
- Impressionism. Treasures from the National Collection of France, Shanghai Museum of Art, Shanghai, 2004-2005, n°25[1]
- Impressionism. Treasures from the National Collection of France,  Musée d'art de Hong Kong, 2005, n°25[1]
- Chefs-d'oeuvre du musée d'Orsay pour le 150e anniversaire de la galerie Tretyakov, Galerie Tretiakov, Moscou, 2006[1]
- Impresionismo : Un nuevo Renacimiento, Fundación Mapfre (es), Madrid, 2010[1]
- Birth of Impressionism. Masterpieces from the Musée d'Orsay, Musées des Beaux-Arts de San Francisco, San Francisco, 2010[1]
- Birth of Impressionism. Masterpieces from the Musée d'Orsay, Frist Art Museum (en), Nashville, 2010-2011[1]
- Rêve et réalité, Centre des arts de Séoul, 2011[1]
- Rêve et réalité, Musée national de Singapour, 2011-2012[1]
- Impressionismo. Paris e a modernidade. Obras-primas Musée d'Orsay, Centro Cultural Banco do Brasil , Săo Paulo, 2012[1]
- Impressionismo. Paris e a modernidade. Obras-primas Musée d'Orsay, Centro Cultural Banco do Brasil , Rio de Janeiro, 2012-2013[1]
- Sisley l'impressionniste, hôtel de Caumont, Aix-en-Provence, 2017[1]
- Impressionnisme : quelle modernité ?, Louvre Abou Dabi, 2022-2023[1]